# Blepharita virgata
Blepharita virgata là một loài bướm đêm trong họ Noctuidae.